# Dumitru Vitcu
Dumitru Vitcu  (n. 2 martie 1940, Ibănești, Județul Botoșani) este un istoric, cercetător științific în cadrul Institutului de Istorie „A. D. Xenopol" din Iași al Academiei Române și profesor universitar, autor a numeroase cărți, studii și articole. În 2025 a fost ales membru de onoare al Academiei Române.

## Biografie și studii
Dumitru Vitcu s-a născut la data de 2 martie 1940 în Ibănești, Județul Botoșani, Moldova. A urmat școala generală în Ibănești, județul Botoșani, timp de șapte ani, între 1947 și 1954. După absolvirea școlii generale, a continuat studiile la Liceul Teoretic „Grigore Ghica V.V." din Dorohoi, unde a fost elev în perioada 1954-1957.
Pasiunea sa pentru istorie l-a condus către Universitatea „Alexandru Ioan Cuza” din Iași, unde s-a înscris la Facultatea de Istorie-Filosofie. A ales specializarea în Istorie-Limba și literatura română și a studiat acolo între anii 1957 și 1962. A continuat studiile universitare obținând titlul de Doctor în istorie la Universitatea „Al. I. Cuza" din Iași în anul 1974.A efectuat mai multe stagii de documentare și/sau specializare în străinătate: 
- Stagii de documentare în Moscova, Leningrad și Kiev în perioada noiembrie-decembrie 1977.
- Bursă IREX și  stagiu de cercetare în Washington D.C. în perioada octombrie-decembrie 1980.
- Bursă Fulbright și stagiu de specializare în Boston, Massachusetts în perioada 1983-1984.
- Bursă IREX și stagii de cercetare în Providence, Rhode Island, Phoenix, Arizona și Boston, Massachusetts în anul 1992.
- Stagiu de documentare în Pella, Iowa în octombrie 1996.
- A participat la un program de schimburi interacademice și a avut stagii de specializare în Tel Aviv și Ierusalim în anii 1997, 2005 și 2010.
- Bursă acordată de I.C.R. (Institutul Cultural Român) și stagiu de cercetare în New York City în anul 2005.

## Viața și activitatea
Dumitru Vitcu a activat ca cercetător științific la Institutul de Istorie „A. D. Xenopol" al Academiei Române - Filiala Iași în perioada 1962-1990 și a ocupat poziții importante în institut până în 2011. Între anii 1986 și 2007, Dumitru Vîtcu a fost șeful sectorului de Istorie modernă al Institutului „A. D. Xenopol".
În calitate de profesor universitar, a predat la Universitatea „Ștefan cel Mare” din Suceava între 1996 și 2010 și a continuat să fie implicat ca profesor consultant începând cu 2011. 
A avut rolul de conducător de doctorat la Universitatea „Al. I. Cuza" din Iași începând din 1999 și ulterior, din 2006, la Universitatea „Ștefan cel Mare". Alături de dr. Silviu Sanie, Dumitru Vitcu a fost fondator asociat și coordonator al revistei Studia et Acta Historiae Iudaeorum Romaniae în perioada 1996-2016. A făcut parte din colegiul de redacție al Anuarului Institutului de Istorie „A. D. Xenopol" din Iași din 1986 și a fost membru al colegiului de redacție al revistei „Codrul Cosminului" din Suceava.  
Din 1996, Dumitru Vitcu este membru al Comitetului Național al Istoricilor. 
Începând cu 2014, a fost membru în Consiliul coordonator al Școlii doctorale la Universitatea Pedagogică de Stat „Ion Creangă" din Chișinău. A fost membru fondator al Cenaclului literar ieșean „Junimea 90". În cadrul Editurii Junimea din Iași, Dumitru Vitcu a fost coordonator asociat al colecției de profil Historia Magistra Vitae. 

## Opera
Dumitru Vitcu a avut o activitate prolifică în domeniul publicării, contribuind cu peste 250 de studii în reviste științifice de profil, precum și cu numeroase eseuri, articole și note în diverse publicații culturale.
Printre volumele monografice semnificative ale sale se numără:
- Diplomații Unirii (București, 1979) - volum distins cu Premiul „Nicolae Bălcescu” al Academiei Române în 1981. A avut și o versiune în limba engleză în 1989
- George Enescu în spațiul artistic american (Iași, 1994) - volum distins cu Premiul revistei Cronica
- Între Revoluție și Unire. Pagini de istorie socială (Iași, 1997) - în colaborare cu Adrian Macovei
- Relațiile româno-americane timpurii. Convergențe-divergențe" (București, 2000).
- Lumea românească și Balcanii în reportajele corespondenților americani de război (Iași, 2005)
- George Enescu în spațiul artistic americano-canadian (Iași, 2007)
- Precursori ai modernizării societății românești: Carol Mihalic de Hodocin (Iași, 2015)

Aceste volume reprezintă contribuții semnificative în domeniul istoriei și au fost apreciate prin distincții și premii. Dumitru Vitcu a fost, de asemenea, co-fondator al revistei Studia et Acta Historiae Judaeorum Romaniae și a fost onorat cu titlul de „Cetățean de onoare" al localității Ibănești-Botoșani în 1996.

## Ordine și medalii
A primit ordinul „Meritul pentru învățământ" în grad de cavaler în 2004.